# Archipiélago de Revillagigedo
El archipiélago de Revillagigedo o islas Revillagigedo es un grupo de islas en el océano Pacífico. Forman parte del estado mexicano de Colima y se localizan entre 698 y 1096 km al oeste de Manzanillo. Las islas fueron nombradas en honor del conde de Revillagigedo, Juan Vicente de Güemes Pacheco y Padilla, virrey de Nueva España y constante benefactor de Asturias y de Gijón. El archipiélago es un ecosistema único de cuatro islas volcánicas deshabitadas en el Pacífico, al sur de Baja California Sur (México). 
Por decreto del presidente Benito Juárez, el 25 de julio de 1861, se otorga al estado de Colima la soberanía de las islas de Revillagigedo. El 24 de enero de 1868, auspiciado por el gobierno de Colima, Francisco Javier Cueva toma posesión de las islas y el 7 de abril de ese mismo año se decreta la colonización de las islas, ordenando el 17 de julio la construcción de un establecimiento penal en las islas (Medina, 1978).
El 6 de junio de 1994 las islas son declaradas Área Natural Protegida mediante un decreto que culmina los esfuerzos emprendidos para lograr la protección del archipiélago, relevante tanto por su gran riqueza biológica e importancia geológica, como por su ubicación, ya que amplía la zona económica exclusiva de México. Las islas fueron declaradas como «Archipiélago de Revillagigedo», Reserva de la Biosfera el 15 de noviembre de 2008, integrada por cuatro áreas —isla Socorro, isla Clarión, isla San Benedicto e isla Roca Partida— así como de su respectivo territorio marino.
El 17 de julio de 2016, la Unesco atribuyó el rango de Patrimonio Natural de la Humanidad al archipiélago. Esta nueva inscripción en la lista de lugares naturales protegidos por la Unesco, completa un arco de islas patrimonio de la humanidad que, en el continente americano y el océano Pacífico, empieza en las Galápagos, pasa por la isla colombiana de Malpelo y la costarricense Isla del Coco. El 25 de noviembre de 2017, el presidente de México, Enrique Peña Nieto, decretó como parque nacional al archipiélago de Revillagigedo, convirtiéndolo así en el más grande de América del Norte.

## Historia
- El 21 de diciembre de 1533, Fernando de Grijalva, a bordo del barco “San Lázaro” descubrió una isla que no figuraba en sus cartas de navegación, ni en relación alguna. Le tomó cinco días acercarse y desembarcar. Al estar en tierra tomó posesión de esta isla en nombre del rey de España, poniéndole por nombre “Santo Tomás”, hoy Socorro, en honor del santo que se festejaba ese día. Hacia el año 1541, Domingo del Castillo elaboró un mapa de Baja California, que incluye la isla Santo Tomás. Este mapa se conservó en los archivos de la familia de Hernán Cortés, en México.

- En 1542 Ruy López de Villalobos, por encargo del primer virrey Antonio López de Mendoza, fue comisionado para comandar una exploración de las rutas hacia Oceanía. Durante el viaje descubrieron una isla y algunos peñascos. A la isla le pusieron por nombre “La Anublada”, hoy San Benedicto, y a los peñascos les dieron el nombre de Los Inocentes. En el verano de 1579, el pirata inglés Francis Drake —según su itinerario— estuvo en la isla Santo Tomás. Martín Yánez de Armida, quien se encontraba en busca de oro en el año 1608, cambió el nombre de la isla Santo Tomás por el de isla Socorro en honor a su esposa, que lo acompañaba en esa ocasión.
- Las islas Santa Rosa (actualmente Clarión) y Roca Partida fueron descubiertas por José Camacho, en 1779. En 1790, el conde de Revillagigedo ordenó la ocupación de las islas y, poco después, en 1793, el capitán James Colnett, marino inglés, fue capturado por un navío español en isla Socorro mientras realizaba sondeos, colectaba organismos y levantaba cartas del lugar. Fue llevado prisionero a San Blas, ubicado en el actual estado de Nayarit, y fue liberado por el conde de Revillagigedo. En agradecimiento, el capitán Colnett nombró al grupo de las cuatro islas archipiélago de Revillagigedo, como se les conoce actualmente (Moller, 1988).
- A partir de entonces, se visitó con mayor frecuencia el archipiélago. El barón Alexander von Humboldt, en 1811, publicó un documento y un mapa sobre las islas; en 1825, el capitán Benjamín Morell visitó el archipiélago a bordo del barco estadounidense “Boston”; en 1839, el capitán Edward Belcher fue al mando de las corbetas inglesas “Sulphur” y “Starling”, de este viaje surgió el trabajo “La botánica del viaje del H. M. S. Sulphur”, publicado en 1844. Años después, en 1848, el teniente Reeve, a bordo del barco de guerra “Fortworth” de la Armada Inglesa, observó y registró una erupción del volcán Evermann en la isla Socorro.
- El primer presidente de México que pisó las islas de Revillagigedo fue el licenciado José López-Portillo el 24 de marzo de 1978.

## Geografía
El archipiélago, con una superficie total de 169 km², comprende cuatro islas, que de este a oeste son:
- isla San Benedicto, de 5.94 km² (4.8 por 2.4 km), con una altura máxima de 310 m en Bárcena;
- isla Socorro, de  132 km² (16.5 por 11.5 km), la isla principal, con su centro en el monte Evermann que culmina a 1130 m;
- isla Roca Partida, un islote rocoso de solamente 1.4 ha (0.014 km²);
- isla Clarión, de 19.80 km² (8.5 por 3.5 km), con una altura máxima de 335 m en el monte Gallegos.

### Fisiografía

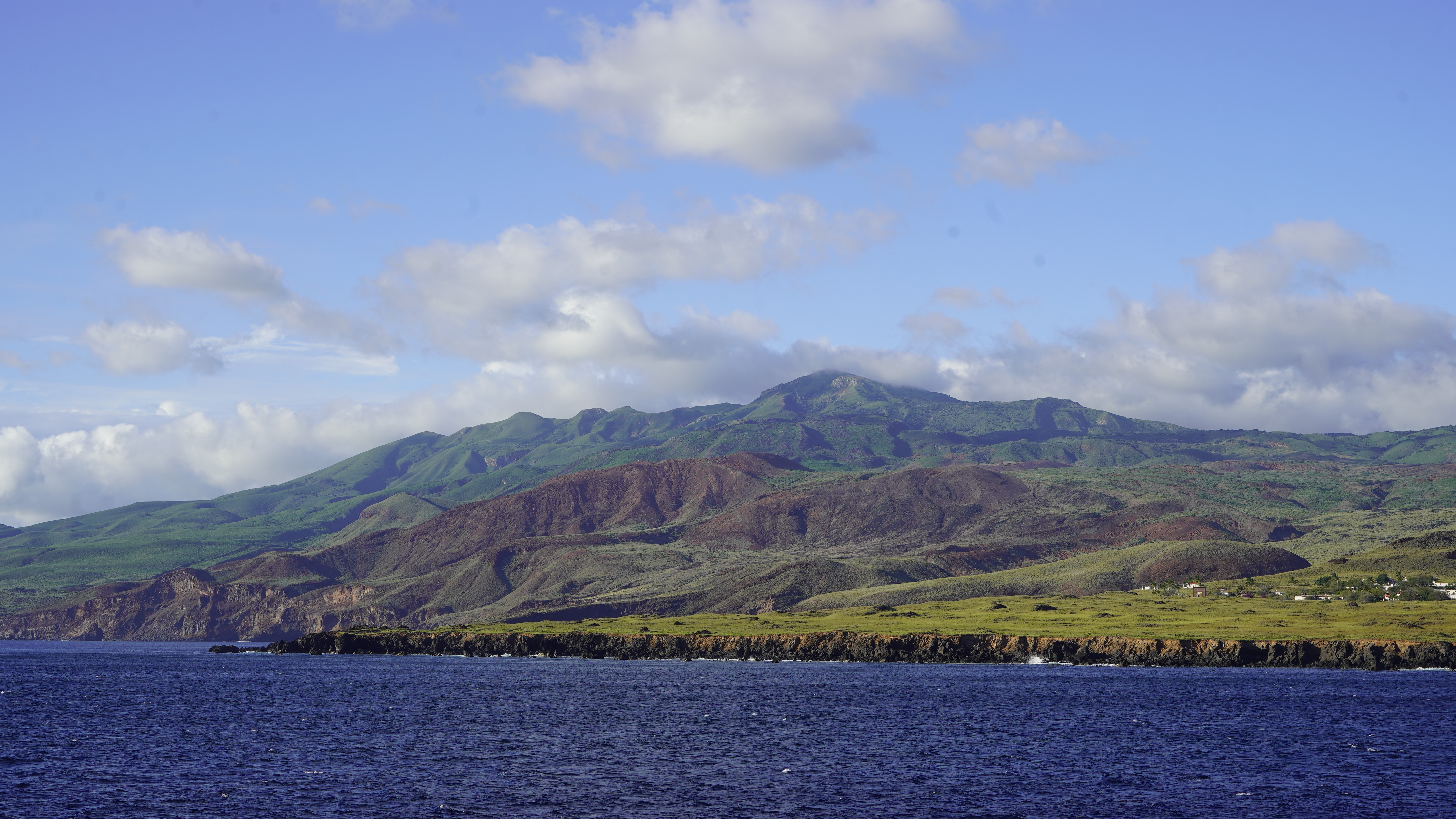
Vista de la isla Socorro

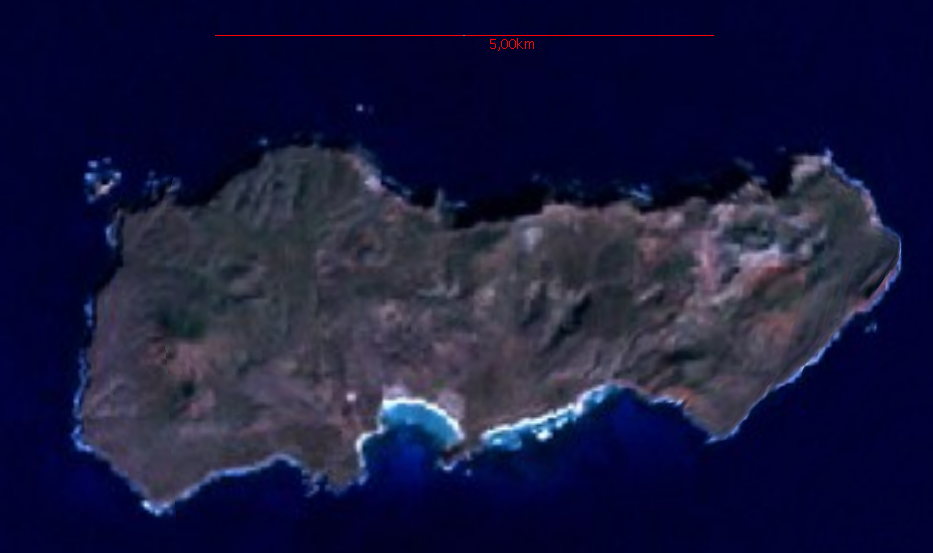
Vista de satélite de la isla Clarion

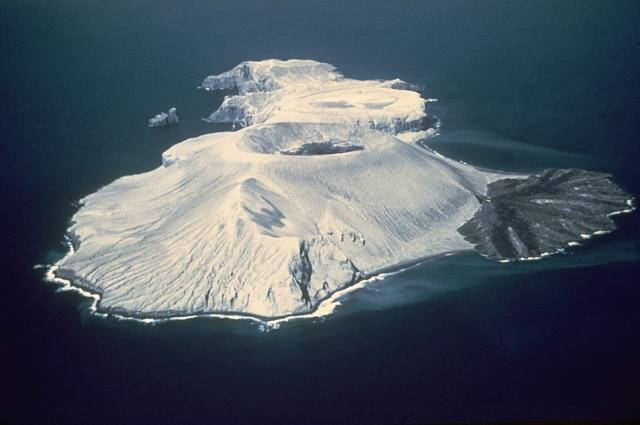
Vista aérea de la isla San Benedicto

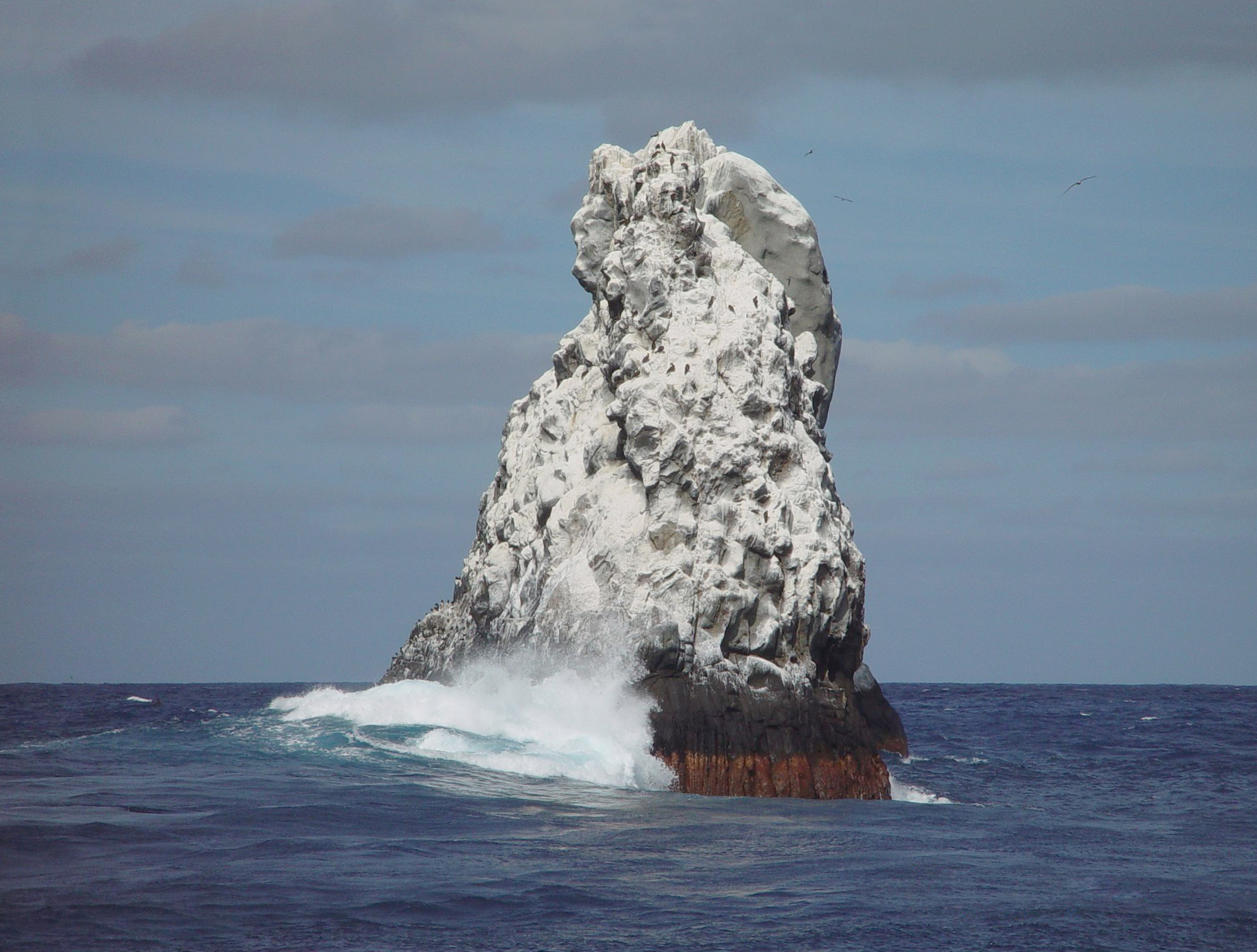
Vista de la isla Roca Partida

Un archipiélago o arco insular es un conjunto de islas de origen volcánico que se asocian con movimientos orogénicos junto a los bordes de las cuencas oceánicas y se distribuyen en largas zonas estrechas y curvadas. Cada arco representa una zona de plegamientos o compresiones de la corteza terrestre pronunciadas y que están asociadas con volcanes en actividad, con terremotos y con maremotos. Cabe señalar que las grandes profundidades oceánicas se extienden a lo largo de la parte externa de los arcos insulares (Strahler, 1984). En particular, el arco insular de Revillagigedo representa un auténtico sistema montañoso submarino, con algunas cimas por arriba del nivel del mar, como el caso de las islas Roca Partida, Socorro y San Benedicto que, por cierto, representan el límite exterior de la cuenca del mar marginal.

### Isla Socorro
- La red fluvial de isla Socorro es radial centrífuga, propia de las áreas volcánicas; los cursos prácticamente carecen de afluentes, por lo tanto, las cuencas hidrográficas son extremadamente reducidas, como lo revelan sus índices específicos y de drenaje. El primero es de 0.06 y el segundo de 0.03 para el arroyuelo mayor, en contraste, el índice erosivo la coloca en la categoría de torrenteras (Blásquez, 1960).
- De acuerdo con el material geológico, la permeabilidad es muy importante y se estima en un 10 % de la precipitación, aunque no se debe olvidar que la evaporación definitivamente es mayor.
- Según Blásquez (1960), se conocen dos manantiales en la isla, uno en las cercanías de la bahía Grayson y otro en la región sureste en el litoral.
- El manantial cercano a bahía Grayson es de origen termal por contacto con rocas aún calientes de las últimas erupciones presenta un gasto de 0.05 a 0.1 l/s y su temperatura es de 27 °C, se presenta una mezcla de aguas dulces con marinas, poco aprovechable para usos domésticos. Este manantial se considera salobre y domina la presencia de sales, tales como el cloruro de sodio y un pH francamente alcalino. En contraste, el otro manantial “La Tribuna” es de agua dulce, con una temperatura de 20 °C y un gasto de 0.3 a 0.5 l/s en la temporada de sequía, mientras que en la época de lluvias aumenta aproximadamente 10 veces.
- Existen aguas subterráneas en el subsuelo de isla Socorro, que son utilizadas para usos domésticos. La producción total se ha calculado en 250 l/s. También en la periferia de la isla, se encuentra una aureola de mezcla de aguas dulces con las saladas del mar, cuya penetración llega a unos 400 m de litoral.

### Isla Clarión
- En la isla Clarión predominan las corrientes intermitentes que se alimentan en la época de lluvias y, a su vez, aportan agua a la llanura centro-sur, donde se localizan dos lagunas denominadas “UNAM” y “Colegio de Geografía”. El sistema de drenaje dominante en isla Clarión es radial centrífugo, compuesto básicamente por 10 corrientes intermitentes; las escorrentías más largas se presentan en la zona centro-sur. Por otra parte, se puede señalar la íntima interacción que existe entre la geología determinada por la infiltración y las características de las rocas, en combinación con las fracturas que marcan la dirección de los ríos.

### Isla San Benedicto
El sistema de drenaje que presenta la isla está asociado con un relieve volcánico, dicho sistema es radial centrífugo en las laderas de los volcanes, mientras que en la parte del cráter corresponde a un sistema de drenaje radial centrípeto.

### Temperatura
Las temperaturas medias anuales del archipiélago en general son cálidas, superiores a los 22 °C y la temperatura del mes más frío es superior a los 18 °C. Para el caso de isla Socorro el mes más cálido es agosto con 27.5 °C, el más frío es enero con 22 °C y la oscilación térmica varía entre 5 y 7 °C. Cabe señalar que para la zona más alta de la isla Socorro la temperatura estimada es para el mes más frío de 11.2 °C promedio, mientras que en el mes más cálido, en la cima del Evermann, es de 19.7 °C como valor medio.

### Clima
La precipitación media anual alcanza los 313.8 mm, predomina el régimen de lluvias de verano y el porcentaje de lluvias invernales alcanza un 5.8 %, mientras que el índice de Lang o de aridez es de 12.6. El mes más húmedo es septiembre, con una media de hasta 61.4 mm en la mitad cálida del año. Cabe señalar que F. Miranda (1960) estimó para la región más alta de isla Socorro una precipitación media anual en 1200 mm. Con base en la anterior estimación y en la variación de temperatura de la isla, se tiene que la zona alta presenta un clima distinto a las zonas más bajas, posiblemente templado. Con respecto a la humedad relativa anual, isla Socorro tiene un valor promedio de 76.5 %, mientras que en los meses de septiembre, octubre, noviembre y diciembre se registra una humedad relativa mayor.

## Biodiversidad
De acuerdo al Sistema Nacional de Información sobre Biodiversidad de la Comisión Nacional para el Conocimiento y Uso de la Biodiversidad (CONABIO) en el Parque Nacional Revillagigedo habitan más de 1,360 especies de plantas y animales de las cuales 51 se encuentra dentro de alguna categoría de riesgo de la Norma Oficial Mexicana NOM-059  y 33 son exóticas,

## Ecología
Las islas del archipiélago de Revillagigedo constituyen una zona biogeográfica separada de la región Neotropical (Brattstrom 1990) y ofrecen grandes oportunidades para el desarrollo de investigaciones básicas y ambientales sobre biodiversidad, biogeografía y evolución, así como facilidades para actividades didácticas. Las condiciones insulares y los factores adversos para la colonización de los organismos terrestres que imperan en la reserva, hacen de la tierra emergida un laboratorio natural, en el cual se pueden generar importantes avances en el conocimiento de los procesos evolutivos, mecanismos y estrategias de dispersión, competencia, dinámica y control poblacional de las especies. El archipiélago está ubicado en una de las principales rutas de influencia de huracanes y masas de aire polar, que perturban y modifican continuamente el ambiente de las islas, lo que proporciona las condiciones idóneas para el estudio de los fenómenos secuenciales y los mecanismos de recuperación de las especies establecidas.
La actividad volcánica continua le otorga a la reserva importancia geológica, ya que permite el estudio de los fenómenos de vulcanismo, tectónica de placas y riesgos sísmicos. En la cumbre del volcán Evermann, en la isla Socorro, hay emanaciones de azufre y manantiales hidrotermales, lo que, aunado a la dinámica de extinciones y colonizaciones que regularmente tienen lugar en los sistemas insulares, hace que el estudio de los procesos geológicos, oceanográficos y ecológicos que se presentan en la reserva resulte de primordial interés para el mejor entendimiento de estos sistemas.

### Educación
En el archipiélago, se han realizado expediciones nacionales y extranjeras, con fines de exploración biológica y geológica o para la elaboración de cartas marinas, así como numerosas investigaciones que incrementan el conocimiento del área y la posibilidad de dar un manejo óptimo de los recursos naturales. La conservación de los recursos marinos del archipiélago brinda una alternativa para el visitante que demanda la tranquilidad y paz, que solo la naturaleza puede ofrecer en un lugar tan aislado y bello. La condición extraordinaria de conservación de la naturaleza en la «Reserva de la Biosfera Archipiélago de Revillagigedo» y la creciente importancia que está adquiriendo la educación ambiental en el ámbito mundial son dos factores que se conjugan para propiciar la sensibilización de los visitantes a la reserva, así como de los diferentes sectores de la sociedad.

### Objetivos
- Establecer los lineamientos que aseguren la conservación de los ecosistemas naturales insulares y marinos presentes en la reserva, preservando la diversidad genética del área y la continuidad de los procesos evolutivos de la vida silvestre.
- Proponer opciones para el aprovechamiento múltiple, integral y sustentable de los recursos naturales por medio de regulaciones al turismo y a la pesca deportiva y comercial en las áreas que así lo permitan de conformidad con la zonificación de la reserva.
- Definir las condiciones generales que permitan hacer compatible el desarrollo de actividades económicas con la conservación de los recursos naturales y el desarrollo social, con especial atención en las necesidades y sugerencias de los grupos que desarrollen actividades en el área.
- Promover la investigación científica y monitoreo ambiental encaminados a la evaluación, recuperación y uso sustentable de los recursos naturales de la reserva, con el fin de conocer de manera integral sus ecosistemas terrestres y marinos, los fenómenos, procesos y ciclos biogeoquímicos y los recursos naturales susceptibles de ser utilizados en forma sustentable.
- Establecer las medidas y los mecanismos que en el mediano y largo plazos coadyuven a asegurar las actividades estratégicas y de soberanía del Gobierno mexicano en el área de la reserva.
- Establecer los lineamientos y mecanismos que permitan y faciliten la continua actualización del programa de conservación y manejo para apoyar la toma de decisiones sobre normas y políticas para la conservación de la biodiversidad y el uso sustentable de los recursos naturales de la reserva.
- Establecer los lineamientos y mecanismos para lograr canales adecuados de participación para optimizar esfuerzos, recursos y la toma de decisiones concertadas y consensuadas entre los sectores gubernamentales, sociales, científicos, no gubernamentales y privados, que redunden en el aprovechamiento sustentable y conservación de los recursos naturales de la reserva.
- Proponer los posibles mecanismos para la obtención de financiamiento para la ejecución del programa de conservación y manejo.
- Incorporar a la reserva como parte de una estrategia de conservación en el ámbito nacional.

## Oceanografía
El archipiélago de Revillagigedo, desde el punto de vista oceanográfico, ha sido poco analizado. La presencia de nitratos es mencionada como indetectable en los primeros 10 m de profundidad para las latitudes arriba citadas. Con base en esto, se señala que
los fosfatos y silicatos siempre están presentes en concentraciones de 0.1 a 0.4 ug-át/l y de 0.5 a 3.0 ug-át/l, respectivamente, y el nitrógeno amoniacal muestra concentraciones menores de 1.0 ug-át/l. A partir de este hecho, se ha considerado al nitrógeno como
el nutriente limitante de las aguas oligotróficas de la costa Occidental Tropical del país. Se puede señalar que, en forma general, la subdivisión de tres capas de oxígeno disuelto para el océano Pacífico Tropical a partir de cabo Corrientes hasta la frontera con Guatemala es la siguiente:
- La capa superior bien oxigenada por su contacto con la atmósfera,
- La del fondo, que puede tener un alto contenido de oxígeno debido al efecto de circulación, lo que implica que el consumo del gas en esta capa profunda sea relativamente pequeño, o bien, la circulación es lo suficientemente fuerte para mantener un alto contenido de oxígeno, y
- La capa central o intermedia con poco movimiento y bajo contenido de oxígeno, que propician condiciones anóxicas.

El Pacífico Tropical Mexicano es una región de corrientes débiles y existen por lo menos dos zonas de frentes principales que las propician. Dichos frentes favorecen la presencia de una capa mínima de oxígeno, en la cual la respiración bacteriana excede la renovación por mezcla y declina el oxígeno disuelto a casi 0 ml/l. El archipiélago de Revillagigedo se sitúa dentro del área en la cual se observa una relación inversa entre los valores de salinidad, mientras estos son crecientes, la concentración de oxígeno disuelto disminuye para la misma profundidad, donde coinciden la oxiclina y la haloclina.

## Geología
- Isla Socorro. La isla Socorro constituye una zona montañosa en la que la elevación máxima es el Volcán Evermann, el cual alcanza, desde su base en el fondo marino, casi 4000 m de altitud. Su diámetro en la base es de 4.8 km y la cima, que constituye el punto central, alcanza 1040 m s. n. m. La isla es un gran volcán y su última erupción ocurrió en 1948. Se dice que cuando existe buen tiempo atmosférico se distingue en el horizonte desde una distancia de 70 millas náuticas (mn). El volcán Evermann visto desde el sureste, se levanta con formas redondeadas sobre una plataforma amplia y rugosa, rodeada de numerosos cerros de altitudes hasta 1050 m, que forman un conjunto central elevado; cuenta con pendientes pronunciadas en general, excepto en la región este. Las rocas del Evermann son casi exclusivamente traquitas de cuarzo, comenditas y panteleritas, así como flujos de lava. Las rocas comendita y pantelerita son los equivalentes hiperalcalinos de la riolita.

- Isla Clarión. La isla Clarión se formó con material de erupciones volcánicas del Mioceno al Eoceno. Los alineamientos estructurales dados por la secuencia de aparatos volcánicos y la topografía submarina sugieren un paralelismo con la fractura de Clarión (Vivó et al.,1977). Tanto la petrografía como la estratigrafía de la isla permiten afirmar dos ciclos de actividad volcánica. El primer episodio incluye la erupción de basalto, traquita y cuarzo a lo largo de las fisuras que se extienden desde el oeste hasta el este. El segundo período consistió en erupciones basálticas y tobas paragoníticas, seguidas de basaltos y traquibasaltos y, finalmente, traquiandesita. Una secuencia de basalto es notable por su espesor total, con más de 60 m, estas rocas ígneas contienen abundantes fenocristales de labradorita, que constituyen hasta 50% de la roca de este volumen. En Clarión, a pesar de ser una isla de origen volcánico, los sedimentos predominantes no son netamente de este origen, sino que estos, en su fracción arenosa, incluyen corales, conchas de pelecípodos y gasterópodos, así como rocas volcánicas, cuarzos, feldespatos y vidrios con trazas de magnetita y hematita, Posiblemente, esto indica, que en la isla predomina el intemperismo físico sobre el químico.

- Isla Benedicto. El origen de San Benedicto es volcánico y radica en los movimientos de distensión asociados con fisuras, cañones y montañas submarinas. La isla, de hecho, es la cúspide de una montaña submarina. Ya desde 1862, el primer estudio geológico de la isla señalaba su constitución petrográfica de basaltos, traquitas, porfiritas y piedra pómez. Desde el punto de vista geológico, la isla San Benedicto está dividida en tres regiones:

- a) La cordillera submarina, que se extiende por el centro y norte de la isla.
- b) La región de domos erosionados, flujo de lava y rocas volcánicas, que se distribuyen desde el cráter Herrera al norte de la isla y que incluye La Trinidad y la Roca Challenger.
- c) Región de tefra (material rocoso fragmentado no consolidado por la erupción). El norte de la isla, que incluye el cráter Herrera y el cerro de López de Villalobos, consiste en flujos máficos, traquitas y tefra. A partir de estas dos elevaciones hay flujo de traquibasaltos que se extienden desde la parte norte del cráter Herrera al cerro López de Villalobos. En particular, el cerro López de Villalobos es complejo geológicamente, muestra una secuencia de lavas traquíticas y tobas andesíticas sódicas, así como tobas. En la misma región norte, pero en la zona de Punta Ortalán, hay flujos de traquiandesita, roca volcánica y flujos de traquibasaltos. En contraste, Punta Intrepid corresponde a coladas que se originaron en el cerro López de Villalobos; su composición geológica se basa en lava traquítica y traquiandesita. Para el caso de la Punta Oaxaca, predominan la traquita y otras rocas volcánicas, mientras que el cráter Herrera y Roca Challenger son de forma cilíndrica y cuentan con una altura de 166 m s. n. m. La Roca Challenger tiene un diámetro aproximado de 660 m, un volumen estimado de 433 millones de metros cúbicos y la cima es poco convexa. Para el cráter Herrera, se estima un diámetro de 1000 m y un volumen de 500 a 1160 millones de metros cúbicos, la cima está compuesta por lava traquítica porfirítica.

- Roca Partida. Como en las otras islas, Roca Partida es la cima de un estratovolcán submarino que ha dado lugar a traquiandesitas. En los diagramas de variaciones de estructuras, aparecen más cerca de los traquibasaltos e intermedias entre las rocas ácidas de San Benedicto y Socorro, en contraste con las estructuras básicas de Clarión (Richards 1964). En general, las rocas de la isla Roca Partida tiene el dominio de anfíboles y piróxenos sódicos, donde domina el sodio sobre el potasio, así como la escasez de plagioclasa.

### Placas tectónicas
Las causas que explican el desarrollo del archipiélago de Revillagigedo están en la separación de la placa de Cocos con respecto a la placa Pacífica. Esta última, presenta un movimiento de dirección sureste-noroeste, mientras que la placa de Cocos tiene un movimiento de dirección oeste-este y choca con la placa Norteamericana, dando origen a la subducción o trinchera mesoamericana en la región adyacente al continente. En relación directa con la actividad tectónica, se encuentran la Fractura de Clarión que se extiende de occidente a oriente, ubicada en las cercanías de esta isla y la falla Rivera, localizada al oeste de la isla San Benedicto, con movimiento de dirección sureste-noroeste. Cabe subrayar que esta región presenta numerosos fracturamientos secundarios derivados de la actividad tectónica y volcánica (Zoltán de Cserna, 1992).
La fractura de Clarión se dispone junto con otras (Markis, Galápagos, Pasión o Clipperton, Molokai, Murray, Pionero y Mondosino), en forma paralela a la planicie abisal y a la dorsal del Pacífico. Al sur, entre los paralelos 16 y 17° latitud norte, se extienden crestas montañosas submarinas, como el Banco Shimada, con una cima de 27 m y el monte Sotavento a 485 m al este, correspondiendo el relieve a la dorsal donde se levantan las montañas de los Matemáticos.

## Fauna tradicional
La fauna terrestre del archipiélago de Revillagigedo es poco diversa ante las condiciones de lejanía respecto al continente. El grupo más variado y el más numeroso es el de las aves; los anfibios carecen de representantes;

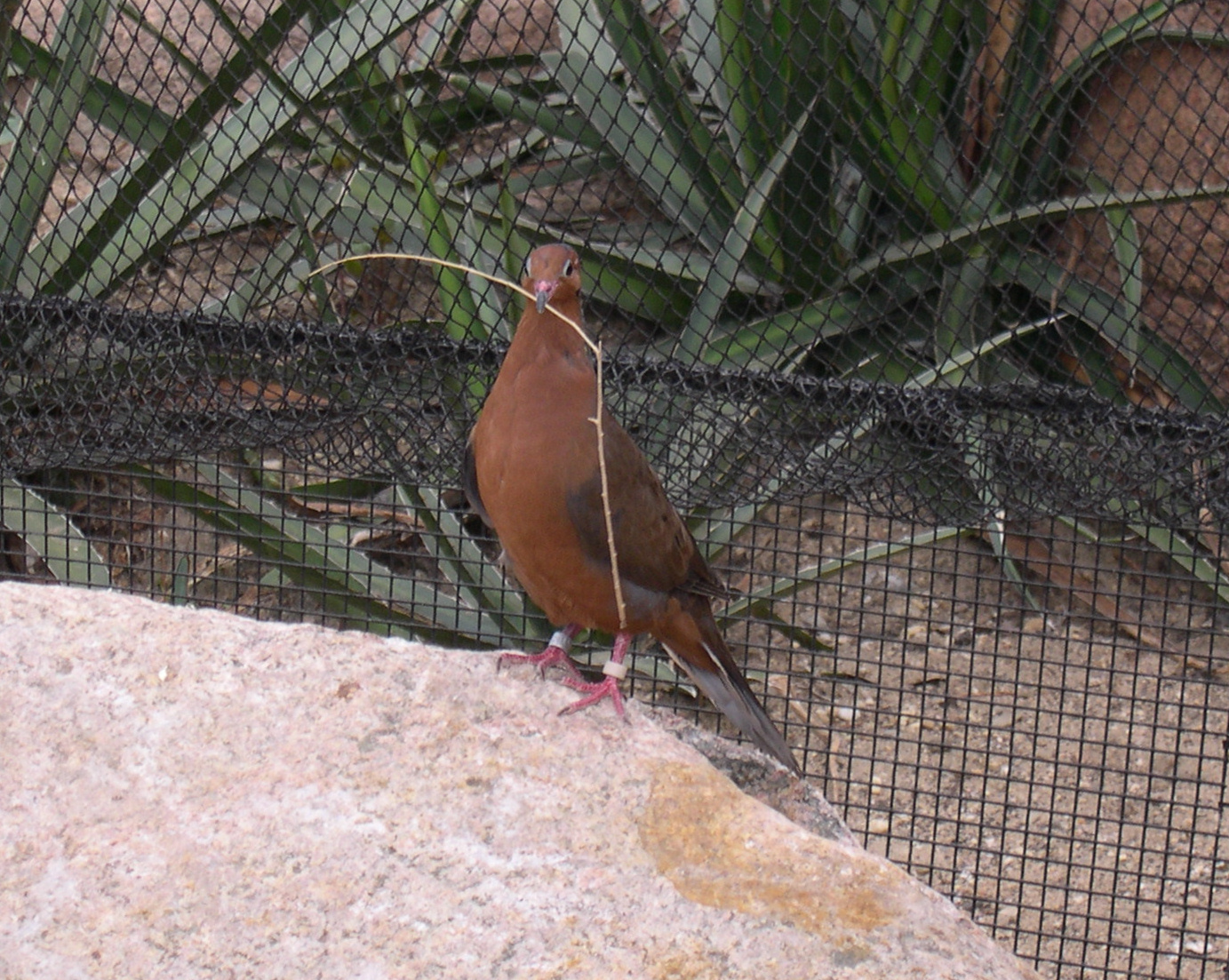
La Zenaida graysoni parte de la fauna endémica de la isla Clarión

- Artrópodos: Vázquez (1960), quien hizo una de las pocas descripciones sobre la entomofauna de la isla Socorro refiere aspectos como la presencia de numerosos alacranes como el Vaejovis mexicanus decipiens, especie poco peligrosa para el hombre y del ácaro “tlazahuate”, el cual parásita a los reptiles y es molesto para los humanos por sus picaduras y por su larva, que anida bajo la piel. También se encuentran los ciempiés o escolopendras, algunos de los cuales son venenosos.
- Reptiles: La herpetofauna de las islas Revillagigedo (Gallina, et al., 1994) está constituida por un total de cuatro especies terrestres: los lacertilios (Urosaurus clarionensis), endémica de isla Clarión; Urosaurus auruculatus (lagartija azul), endémica de Socorro, siendo una especie común pero no abundante; Hemidactylus frenatus, especie introducida a Socorro; y la serpiente Masticophis anthonyi, endémica de Clarión, aunque Vázquez (com. pers. 1995) reporta la especie de lagartija azul-negra Uta auriculata.
- Aves: Es la clase de animales vertebrados más diversa del archipiélago, contando con los siguientes representantes:

- La paloma de Socorro (Zenaida graysoni) es una especie endémica de Socorro, extinta en estado silvestre (el último avistamiento en la isla data de 1972) debido a la modificación de su hábitat por ovejas y la depredación de gatos (ambas especies invasoras). Su extinción total se evitó gracias a la recolección de ejemplares por una expedición en 1925. Hoy por hoy sobreviven poco más de 150 aves en cautividad. Se tienen planes para su reintroducción a mediano plazo.
- El saltapared de Socorro (Troglodytes sissonii) es la segunda especie más abundante en la isla referida; se alimenta de pequeños invertebrados y se encuentra a lo largo de todo el gradiente altitudinal y en todas las asociaciones vegetales. Esta ave evita aquellas áreas que no presentan vegetación arbustiva o arbórea.
- El cenzontle de Socorro (Mimodes graysoni) se distribuye por toda la isla Socorro en los bosques y el matorral. La población más numerosa se registra en la vertiente sur del Volcán Evermann, entre los 500 y 700 m s. n. m., en cañadas y altiplanos cubiertos de zapotillo/guayabillo (Ortega, et al., 1992). Es evidente una gran reducción de su distribución y abundancia históricas, encontrándose por tal motivo como una especie en peligro de extinción (clasificada como en peligro crítico por la UICN). No obstante, las circunstancias actuales de la población son más favorables para su recuperación que en el pasado reciente, pues existe un número suficiente de ejemplares para posibilitar el desarrollo de actividades de manejo.
- El perico de Socorro (Aratinga holochlora brevipes), especie terrestre más pintoresca, que se reúnen en parvadas numerosas sobre las ramas del guayabillo y se alimentan de sus frutos, semejantes a la guayaba común, pero del tamaño de un capulín.
- El rascador moteado de Socorro (Pipilo erythrophthalmus socorroensis) es una especie abundante en casi todas las asociaciones vegetales de la isla, no se ha registrado en el matorral de croton y parece evitar las áreas de pastizal. Su alimentación consiste de pequeños invertebrados tomados principalmente de la hojarasca y de las partes altas de arbustos y árboles.
- La tortolita de Socorro (Columbina passerina socorroensis) es una especie común en las partes bajas de la isla (0 a 250 m s. n. m.), sobre todo en las áreas cercanas a cuerpos de agua (Subsector Naval), a los arroyos con huizachales y en el matorral de croton cercano a la costa; se alimenta de semillas. En algunas áreas, se considera que la especie está disminuyendo porque la depreda el gato doméstico.

- Peces, La fauna íctica del archipiélago presenta una elevada riqueza (251 especies, Robertson y Allen 2003) siendo de las más elevadas para zonas insulares del Pacífico Oriental, (Ketchum et al., en prep.). Dicha riqueza es marcadamente elevada si es comparada con la fauna de peces de algunas islas del golfo de California (Cerralvo, 174 especies; Espíritu Santo, 120 especies) o de islas oceánicas cercanas a este conjunto (atolón Clipperton, 115 especies).

## Infraestructuras
La isla Socorro cuenta con instalaciones para dar alojamiento al subsector naval. Las instalaciones están dotadas con servicio de agua potable para preparar los alimentos, así como agua salobre que se utiliza para servicios generales. La oficina sede del subsector naval cuenta con cocina y comedor. La bahía Vargas Lozano se caracteriza por ser el sitio donde el oleaje es de baja energía, permitiendo el desembarco del personal y efectos diversos. En esta, se encuentra un rudimentario muelle por el cual se tiene acceso a las instalaciones de dicho subsector. Existe una carretera de 10 km que une a la aeropista con el subsector naval, una red de 20 km de caminos de terracería y una carretera asfaltada, de aproximadamente siete kilómetros; una pista aérea de 1240 m de longitud y 90 m de ancho para aviones pequeños y medianos a seis kilómetros del subsector naval; depósitos de combustible
y de agua potable. Se tiene, además, una estación de radio sondeo meteorológico enlazada a la red internacional meteorológica y un sistema de comunicación vía satélite. Cabe señalar que dicha estación es de gran importancia, ya que permite detectar los fenómenos atmosféricos en la región, entre ellos la formación de ciclones y tormentas, enviando dicha información vía FTP al Centro Meteorológico Nacional.
Por otra parte, en isla Clarión existen instalaciones para albergar a medio centenar de elementos de la SEMAR y un pequeño fondeadero, en el cual es muy difícil el desembarque. Existe también un pozo del que se abastecen de agua dulce (no potable), una helipista y los caminos y senderos que unen a estos y los que sirven para circular en el área. Por último, es necesario mencionar que, por sus características físicas en extremo agrestes, las islas San Benedicto y Roca Partida no cuentan con instalación alguna, ya que es prácticamente imposible desembarcar y mucho menos transitar en ellas para realizar labores de vigilancia.

## Comercio
La comercialización de los productos por parte de las compañías y cooperativas que cuentan con autorización para la pesca comercial en las inmediaciones de la reserva, se hace directamente en los puertos base, ubicados en Baja California Sur, Sinaloa, Sonora y Colima. Hasta el momento, no se cuenta con evaluaciones fidedignas sobre los efectos de la presencia y permanencia de las embarcaciones de pesca comercial en aguas de la reserva.
- Turismo; Otra actividad económica que se desarrolla en la reserva, la representan los cruceros para buceo deportivo y la observación de flora y fauna marina, que desarrollan principalmente prestadores de servicios turísticos de los estados de Baja California Sur y Sonora. Se tienen datos (INE-SEMAR) de que acuden entre 70 y 80 cruceros turísticos y de pesca deportiva anualmente al área, con un tiempo de permanencia de una a dos semanas por crucero. Existen pequeñas compañías de cruceros ecoturísticos con sede en La Paz y Los Cabos B.C.S, así como en Guaymas, las cuales realizan esta actividad en menor escala.

- Pesca; La pesca comercial es realizada principalmente por compañías y sociedades cooperativas pesqueras de atún de B.C.S., Sonora y Sinaloa, no existiendo un estudio que compile los datos sobre volúmenes de captura de atún, picudos y otras especies de escama extraídas de las aguas próximas o dentro de la reserva.

### Fauna planificada
Entre las principales causas de la extinción de especies nativas en las islas están la introducción de especies exóticas de mamíferos, insectos y plantas, y algunas actividades derivadas de los asentamientos humanos permanentes en las últimas décadas, de las islas Clarión y Socorro. Se sabe de intentos por reproducir burros, ganado vacuno, cabras, gallinas, cerdos, borregos y conejos; estos tres últimos sí proliferaron en Clarión y los borregos y gatos en Socorro, refiere la presencia del gato doméstico y una especie de reptil (garrobo) introducidos en Clarión. De igual forma, la vegetación se ha visto diversificada en isla Socorro con varias especies de gramíneas (pastos forrajeros), naranjo, limón, granada, algodón, guanábana y otros frutales. Las especies vegetales introducidas registradas llegan a 47.
- Borrego. Se sabe que, en 1869, ganaderos australianos llevaron a isla Socorro 25 ejemplares de ganado vacuno y 100 borregos (Ovis aries), el ganado no se adaptó y murió, pero los borregos sobrevivieron y en poco tiempo la isla llegó a estar superpoblada por ellos.
- Cerdo. Es importante mencionar el caso del cerdo silvestre, a pesar de que ya está erradicado de la isla Clarión. El cerdo doméstico (Sus scrofa), al igual que en el caso anterior, se reproducía de manera silvestre en isla Clarión. Möller (1989) mencionó que su población llegaba a centenares. Estos cerdos tenían un aspecto impresionante por su peso y por la longitud de los colmillos, pero generalmente pasaban inadvertidos al esconderse entre los matorrales.
- Conejo. Se introdujeron, al parecer en la década de 1980, una o dos parejas de conejo doméstico (Oryctolagus cuniculus) de color blanco. El conejo se adaptó muy bien a las condiciones insulares, reproduciéndose hasta alcanzar una población estimada en varios miles de ejemplares. Se desconoce la magnitud del impacto causado sobre la vegetación y de las alteraciones ecológicas, pero se sabe que con el incremento de la población de conejo también aumentó la del cuervo de isla Clarión, lo que significa una alteración en cadena sobre un número indeterminado de elementos del ecosistema, y es evidente que deterioran la vegetación por pastoreo y ramoneo.
- Gatos ferales. Los gatos (Felis catus) fueron introducidos entre 1972 y 1978 a isla Socorro y se han adaptado a las condiciones de la isla reproduciéndose ampliamente. Rodríguez et al. (1991) les atribuyen la extinción de la paloma de Socorro (Zenaida graysoni). Además, mantienen en riesgo a las poblaciones de pardela y reyezuelos, entre otras. Al parecer, los gatos se concentran en áreas del sur de la isla donde la vegetación ha sido deteriorada por los borregos. Se alimentan sobre todo de invertebrados, principalmente de grillos, también de la lagartija azul (endémica), del ratón, de pardelas y saltaparedes, entre otros. Son, al igual que los ratones, depredadores activos para las aves de las islas Socorro y Clarión.
- Roedores. Los ratones (Mus musculus) llegaron a Socorro junto con el hombre y actualmente conforman una población numerosa, se les observa en las partes bajas de la isla, sobre todo en las proximidades del subsector naval. Suelen ocupar oquedades entre los troncos de los árboles, y se desconoce el impacto producido sobre la fauna y flora nativas.
- Langosta. Eventualmente, se presentan plagas de langosta y mosca en isla Socorro. Desde 1994, la Secretaría de Marina ha reportado la presencia de un número creciente de langostas y se desconocen los factores que incidieron para que la especie se presentara en la isla, o la época en que comenzó a formar mangas. Se ha especulado su introducción por el viento o en mercancías llevadas a la isla en barco, pero hay quienes proponen[¿quién?] que no fueron introducidas, sino que siempre han formado parte del ecosistema.

## Lineamientos generales de uso
- I.- Se permitirá la investigación científica y monitoreo.
- II.- Se permitirá realizar actividades ecoturísticas, como recorridos para observación de flora y fauna marinas, buceo deportivo y pesca deportivo-recreativa, previo pago de derechos y obtención de las autorizaciones correspondientes.
- III.- Se permitirá realizar actividades de pesca comercial sujetas a estudios biológicos pesqueros y a la expedición del permiso emitido por la SAGARPA, respetando las temporadas de veda, las especies declaradas en riesgo según la NOM-059-SEMARNAT-2001, observando los lineamientos contenidos en la carta nacional pesquera, con la finalidad de que dichas actividades no causen un impacto negativo en los ecosistemas y las poblaciones marinas que las habitan.
- IV.- Para la realización de pesca deportiva se deberá atender lo señalado en la Norma Oficial Mexicana de Pesca Deportiva NOM-017-PESC-1994 publicada en el Diario Oficial de la Federación del 9 de mayo de 1995 y el Aviso por el que se da a conocer el establecimiento de épocas y zonas de veda para la pesca de diferentes especies de la fauna acuática, en aguas de jurisdicción federal de los Estados Unidos Mexicanos, publicado en el Diario Oficial de la Federación el 16 de marzo de 1994.
- V.- La pesca de fomento se podrá realizar únicamente por científicos, técnicos e instituciones de investigación, los cuales deberán acreditar su capacidad, de acuerdo con la Ley de Pesca y su Reglamento.